# 8888民主運動
8888民主運動，是1988年緬甸一場爭取民主的大規模民眾運動，「8888」的名稱來自於1988年8月8日的大示威。

## 背景
在1974年抗議風波後的十幾年，奈溫軍政府統治下緬甸的狀況相對平靜，除了1977年的學運以外沒有發生大規模的社會動亂。但是，在軍政府專制獨裁統治之下，軍政府和民眾之間的緊張關係沒有實質性的緩解。
1985年11月3日，緬甸軍政府無預警宣布作廢50和100緬元紙幣，另發行新的25緬元紙幣，持有舊幣的民眾僅能兌換限額的新鈔。1985年11月10日發行75緬元，據說是為了紀念奈溫75歲生日。1986年8月1日發行15和35緬元。1987年9月5日，緬甸政府再次於無預警的情況下，廢除佔國內流通紙鈔面額75%的25、35和75緬元紙幣。1987年9月22日發行45和90緬元，據說是因奈溫偏愛吉祥數字「9」，覺得要是國家的鈔票面值都跟9有關，可以被9整除，一定會給國家經濟帶來好運。自此大量面值不能被9整除的鈔票，如100元、75元、35元和25元全部廢除，只留下45元和90元面值的鈔票流通。學生們對於這個決定特別不滿，因為他們為學費而儲蓄的錢頓時化為烏有。
另外的一些事件也可能加快了局勢的發展。第一是聯合國經濟與社會委員會在1987年12月確定緬甸進入世界最不發達國家的行列。第二是政府頒佈政策，要求農民以低於市價的價格出售自己生產的農產品。此舉在農村引起廣泛的暴力抗爭。第三是前將軍昂基（Aung Gyi）在1987年7月發表公開信，批評當局不進行經濟改革，國家經濟已經成為國內外的一個笑柄。

## 早期的抗議
這次民眾起事開始時仍是由學生發起。在奈溫宣布「貨幣改革」之後，仰光理工學院（今仰光理工大學）的學生首先發難。他們在校園舉行抗議活動，一些人砸毀窗子、路燈，並展開罷課。政府派部隊前往鎮壓，並一度關閉了首都的大學。
1988年3月13日，憤怒的學生在學校附近的一個茶社因發生爭吵而打鬥。有一些學生被警察抓走。在被抓的學生中，有一個因為父親是執政的緬甸社會主義綱領黨的官員，所以很快就被釋放。學生們到當地警察局抗議，與警察發生衝突。三個學生遭到槍擊，一人死亡。次日，學生舉行大規模集會，警察射殺學生的消息迅速傳遍了各間大專院校。
三天後，成千上萬的學生走上街頭，要求當局停止迫害學生，不過當局的鎮壓反而更加嚴厲。緬甸協助政治犯協會說，防暴警察抓到逃跑的學生就毆打，還把一些學生強行按入茵雅湖裡把他們淹死。據稱，不少女生遭到軍人的強暴，另外有41人被警察塞進卡車窒息而亡。
政府的暴行激起了越來越多的學生和廣大民眾的憤怒。從3月到6月，首都仰光和緬甸許多城市每天都能夠看到大規模的遊行示威。據報道，勃固、曼德勒、塔沃（現名土瓦）、東固、密支那、敏布、墨吉、帕克庫、石兌等地遊行示威者在這個階段已經把主要訴求從支持學生轉向要求實行多黨民主制。

## 奈溫辭職
面對日益強大的政治壓力，奈溫於7月23日辭去綱領黨主席職務。不過許多緬甸人認為奈溫的辭職是一種策略，他仍然在幕後掌握大權。他在辭職演說中一方面承諾要走向多黨制，但是另一方面卻警告如果發生動亂，軍隊一旦開槍，就是要死人的。
被稱為「仰光屠夫」的盛倫將軍（Sein Lwin）在7月26日接任綱領黨主席。總統山友辭職，盛倫在7月27日接任為新總統。

## 更多的抗議
盛倫採取了強硬姿態，實行軍事管制。這些做法引起全國民眾的不滿。各地遊行示威活動的勢頭在進入8月後明顯加強。全國學聯決定在8月8日舉行全國大遊行。仰光大學地理系學生、著名的學生領袖台基偉（Htay Kywe）在7月28日接受英國廣播公司（BBC）採訪時宣佈了全國學聯的這個決定。
消息傳開，各地的學生、農民、工人和地下活動人士都行動起來，公開活動。一時間，仰光和其它許多城市到處都可以看到各種傳單、小冊子和標語，對盛倫軍政府進行嚴厲的譴責。
越來越多的人加入民主運動。除了學生、農民和工人之外，政府職員、僧侶、教師、醫護人員、甚至部分空軍和海軍的軍人也參加遊行。城市的醫院、體育場和廣場都搭起了講台，成為遊行集會的主要場地。
軍政府在1988年8月3日宣佈從晚上8時至早上4時之間實施戒嚴，並禁止5人以上的群體聚集在一起。
8月8日，大批民眾無視政府禁令湧向街頭，在全國各地發動了聲勢浩大的抗議示威行動。在首都仰光，佛教徒、穆斯林、學生、工人、青年人和老年人從四方八面走向市中心。親歷這次民主運動的昂丁（Aung Din）後來回憶說，「當時簡直不可思議，大隊大隊的人從各個方向湧來，大家在市中心匯合，估計有50萬人。與此同時，在其它很多城鎮，人們為了共同的訴求都舉行了同樣的遊行，為了民主，為了人權。」
示威活動在大致和平中持續了大約4、5天。不過，退居幕後的奈溫發出威脅說，軍隊已經做好準備應付緊急狀態。仰光市民對此感到憤怒。他們中有些人向軍隊投擲燃燒瓶、刀子、石塊、毒鏢和自行車的車條。有些人甚至放火燒了一個警察局，打死了四名警察。
面對如此浩大規模的群眾抗議活動，軍政府感到異常緊張。盛倫從其它地方調動軍隊應付示威者。8月10日，軍隊在仰光總醫院對護理和救助受傷示威者的醫護人員開槍。官方控制的仰光電台報道說，有「1451名暴徒和搗亂分子」被捕。
失控的局勢迫使盛倫將軍於8月12日辭職。為了緩和局勢，綱領黨中央執行委員會推舉唯一的文官貌貌出任總統，並宣佈同意在緬甸實行多黨制，同時解除軍事管制，並下令部隊撤離市中心。
這些措施在一定程度上緩和了局勢。開槍的事件減少，抗議的勢頭也減弱。但是，反政府示威者此時已經不滿足於貌貌的這些讓步，他們要求立即結束綱領黨的獨裁統治，成立臨時政府。
從8月22日開始，全國各地的示威浪潮再次高漲。曼德勒有10萬人上街游行；實兌有5萬人。從東枝到毛淡棉的少數民族居住的廣大地區都爆發了大規模的抗議活動。

## 民主之夏
當時正在仰光醫院照顧母親的昂山素姬就在這時決定加入這場民主運動。她在8月26日在仰光大金寺向50萬民眾演講，表示支持人民爭取民主和人權的鬥爭。昂山素季是緬甸獨立的締造者翁山將軍的女兒。她的加入為運動的發展帶來了巨大的動力。昂山素姬本人很快就成為這場運動的象徵。
昂山素姬是一位非暴力主義者。她勸說民眾不要採取暴力，不要採取刺激軍隊的行為，要通過非暴力的方式來尋求和平。
在昂山素姬參政的前後，一些老資格的政界人士也紛紛現身，其中包括前總理吳努和退役將軍昂基等。他們的出現給波瀾壯闊的民主運動增添活力，把「8888民主運動」推向高潮。後來人們把這個階段稱為「民主之夏」。
進入9月以後，這場民主運動與軍政府進入僵持狀態。在議會中，90%的議員同意成立一個多黨政府。綱領黨也表示將會籌備選舉，但是堅持由執政黨主導。不過反對黨派要求解散軍政府，成立臨時政府。吳努等人主張在一個月內舉行選舉。
當時反對派中不少人都覺得形勢在朝向有利於民主運動一邊發展。軍政府的支持者或者軍隊內部有可能會發生分化。美國等大國也有可能加大對軍政府的壓力。國內的抗議示威規模也可能繼續擴大。人們認為，這些可能性中只要有一個發生就可能打破僵局，給軍政府造成最後的一擊。

## 政變及鎮壓
1988年9月18日，軍方突然接管國家的全部政權，成立「國家恢復法律和秩序委員會」，以蘇貌將軍為主席，「以結束全國各方面日益惡化的局面」。由19名高級將領組成的該委員會決定實行軍事管制，強硬鎮壓抗議者。軍隊開進全國各主要城市，對示威者不加區別開火射擊。
一個星期之內，約有1000名學生、僧侶和兒童被殺。另外還有約500名抗議者在美國駐緬甸大使館外面被殺。大批的少數民族和很多學生在軍政府的追擊下逃入森林，甚至逃亡泰國和中國。
到9月21日，軍政府重新控制了全國局勢。這場被稱為1948年緬甸獨立以來規模最大的民主運動在軍政府的血腥鎮壓之下結束。
許多人在這場運動中喪生。民間多數的估計在三千至一萬人之間。此外，還有許多人失蹤和被捕。官方公佈的傷亡數字是95人死亡，240人受傷。
這場持續半年之久的民主運動被血腥鎮壓後，由新設的軍政府「國家恢復法律和秩序委員會」進行改組，肅清原有綱領黨的軍政府人馬，並在20年內把軍隊人數從18萬人增至38萬人，為後來丹瑞掌權打下基礎。

## 影響
這次緬甸民主運動從表面上看是一敗塗地。反對黨領袖、全國民主聯盟秘書長昂山素姬其後遭到軍政府多次長期軟禁，直至2010年11月才獲釋。昂山素季被軟禁后，其他反對派領導人和大批骨幹被投入監獄或流亡海外。
不過，許多分析人士認為，就緬甸的民主進程來說，「8888民主運動」產生了三個非常重要的影響：
- 第一，是國父之女、原為家庭主婦的昂山素季，拱為緬甸民主運動的象征。昂山素季的個人魅力和領導才幹使民主運動在國內外的影響上升到前所未有的程度。
- 第二，昂山素季親手創建了全國最大反對黨全國民主聯盟，這個組織很快發展成為緬甸最大的反對派政治勢力。全國民主聯盟在1990年舉行的三十年來全國首次多黨大選中獲得了壓倒性勝利，雖然軍政府在該次選舉後拒絕交出政權，仍對軍政府執政的合法性構成了一個巨大挑戰。
- 第三，這場民主運動讓民主和自由的概念得到了空前傳播。這次緬甸民主運動前，民眾雖然長期對軍政府的獨裁統治深感不滿，但是並沒有明確的「民主」和「自由」的意識。過去緬甸實行社會主義，即使軍政府未執政時，過去的文人政府也是實行社會主義為綱領。在這次民主運動中，昂山素季就政治存在於生活的各個方面的道理向民眾作出了通俗易懂的闡述，使之深入人心。學生們為了動員民眾，深入城鎮和鄉村，讓民眾明白經濟落後、腐敗橫行等各種社會問題根源於集權專制本身。這種獨立的公民意識是對獨裁政權最大的挑戰。

## 纪念活动
2012年8月8日，缅甸各大城市的民众踊跃参与8888民主运动24周年纪念活动，政府首次批准和支持民众举行纪念活动。

### 引用
1. ↑  Neeraj Gautam. . Mahavir & Sons Publisher. 2009. ISBN 978-81-8377-247-1.[]
2. 1 2  Fong (2008), pp. 149
3. ↑  Fogarty, Phillipa (7 August 2008). Was Burma's 1988 uprising worth it? 的存檔，存档日期12 January 2009.. BBC News.
4. 1 2  Wintle (2007)
5. ↑  Ferrara (2003), pp. 313
6. ↑  . （原始内容存档于2020-02-27）.
7. 1 2 3 4  緬甸民主歷程(4): 8888起義 （页面存档备份，存于），美國之音中文網，2012年3月22日。
8. ↑  Fong, Jack. (2008). Revolution as Development: The Karen Self-determination Struggle Against Ethnocracy (1949–2004), p.146. Universal-Publishers. ISBN 978-1-59942-994-6
9. ↑  . 联合早报. 2012-08-09. （原始内容存档于2012-08-09）.

### 网页
- 緬甸民主歷程(4): 8888起義（页面存档备份，存于），美國之音中文網，2012年3月22日。

 本文全部或部分内容来自美国联邦政府所属的美国之音网站。根据版权条款（英文）和有关美国政府作品版权的相关法律，其官方发布的内容属于公有领域。